# Minuartia dianthifolia
Minuartia dianthifolia là loài thực vật có hoa thuộc họ Cẩm chướng. Loài này được Hand.-Mazz. mô tả khoa học đầu tiên.